# 河南郵便局 (大阪府)
河南郵便局（かなんゆうびんきょく）は、大阪府南河内郡河南町にある郵便局。民営化以前の分類では集配特定郵便局であった。

## 概要
住所：〒585-8799 大阪府南河内郡河南町白木1390-1

## 沿革
- 1876年（明治9年）3月16日 - 神山（こうやま）郵便局（五等）として開設[1]。
- 1885年（明治18年）10月1日 - 貯金取扱を開始。
- 1896年（明治29年）7月1日 - 為替取扱を開始。
- 1968年（昭和43年）7月14日 - 電話交換および和文電報配達業務を河南電報電話局に移管[2]。
- 1977年（昭和52年）7月11日 - 河南町神山から同町白木に移転するとともに、河南郵便局に改称。
- 2007年（平成19年）10月1日 - 民営化に伴い、併設された郵便事業富田林支店河南集配センターに一部業務を移管。
- 2012年（平成24年）10月1日 - 日本郵便株式会社発足に伴い、郵便事業富田林支店河南集配センターを河南郵便局に統合。

## 取扱内容
- 郵便、印紙、ゆうパック、内容証明
- 貯金、為替、振替、振込、国際送金、国債
- 生命保険、バイク自賠責保険
- ゆうちょ銀行ATM
- 「585-00xx」区域（南河内郡河南町全域、同郡千早赤阪村全域）の集配業務を担当

## 風景印
- 図案は大文字山変形枠に近つ飛鳥博物館全景。局名表記は「大阪　河南」
- 使用開始日は1996年8月8日～

## 周辺
- 河南町役場
- 河南町保健福祉センター（かなんぴあ）・やまなみホール
- 河南町立中学校
- 千早川

## アクセス
- 4市町村コミバス（河内線・白木線） 河南町役場前停留所下車
- 南阪奈道路 羽曳野ICから南東へ約6km
- 大阪府道27号柏原駒ヶ谷千早赤阪線沿い
- 駐車場あり：9台